# Metoda Callana
Metoda Callana – metoda nauki języka obcego, wprowadzona przez Robina Callana w 1960. W dużej mierze bazuje na metodzie audio-lingwalnej, która była używana w armii w celu szybkiego nauczenia żołnierzy języka mówionego. Metoda jest obecnie stosowana w wielu szkołach.

## Założenia
Nauka opiera się na konwersacji. Uczniowie są wyrywkowo pytani o różne rzeczy związane ze słownictwem wprowadzanym na danej lekcji i przy braku czasu na głębsze zastanowienie się – mają udzielać odpowiedzi. Założeniem jest używanie wyłącznie języka nauczanego bez podpowiedzi w języku ojczystym uczniów. Duży nacisk kładzie się na powtórzenia materiału, bowiem w tej metodzie uczniowie nie mogą zapisywać nowych słówek i robić notatek. Nauczyciel ma za zadanie natychmiastowe poprawianie błędów w wypowiedziach uczniów. Autorzy metody Callana twierdzą, iż nauka języka za pomocą tych technik przypomina sposób, w jaki języka uczy się dziecko – słuchając i automatycznie powtarzając, a gramatyki ucząc się niejako „przy okazji”, poprzez obserwację wzorców. Jednak rodzaj stosowanych pytań, konieczność odpowiedzi całym zdaniem i pamięciowe uczenie się reguł i terminów gramatycznych wykluczają takie podobieństwo. Wielokrotne powtarzanie danego zdania i nacisk na poprawność wskazują, iż metoda jest oparta na podejściu behawiorystycznym, który zakłada naukę poprzez wytwarzanie nawyków.

## Metoda w praktyce
Materiał jest podzielony na etapy (ang. stages). Każdy kolejny etap bazuje na poprzednim. Słówka na każdym etapie pochodzą z różnych dziedzin.
Pytania zadawane przez lektora mają ścisły związek z przyswajanymi pozycjami leksykalnymi.

## Zalety metody
- Uczeń zmuszany jest do mówienia, co likwiduje nieśmiałość
- Nauka pod określonym kątem (FCE)
- Aktywny udział uczniów w lekcji
- Różnorodność słownictwa

## Wady metody Callana
Metoda ta ma również wielu krytyków. Do najczęściej zarzucanych wad zalicza się:
- Nieuwzględnianie narodowości, a zarazem języka macierzystego uczniów. Powoduje to niezrozumienie wielu zasad gramatycznych
- Niska atrakcyjność lekcji i szybka utrata zainteresowania ucznia – metoda wykorzystuje w większości dryl i automatyzację
- Metoda nie popiera samodzielnego myślenia ucznia, odtwórcza nauka
- Nauczana jest archaiczna wersja języka angielskiego
- Zbyt wysokie tempo zajęć (240 słów na minutę, podczas gdy normalna szybkość wynosi 170)
- Metoda nie pomaga porozumieć się w nietypowych sytuacjach
- Metoda nie uczy dobrze czytania i pisania, jest skoncentrowana na mówieniu
- Jest konserwatywna i nie uwzględnia najnowszych zdobyczy naukowych
- Nie sprawdza się przy nauce zaawansowanej[1]